# Berkefeldfilter

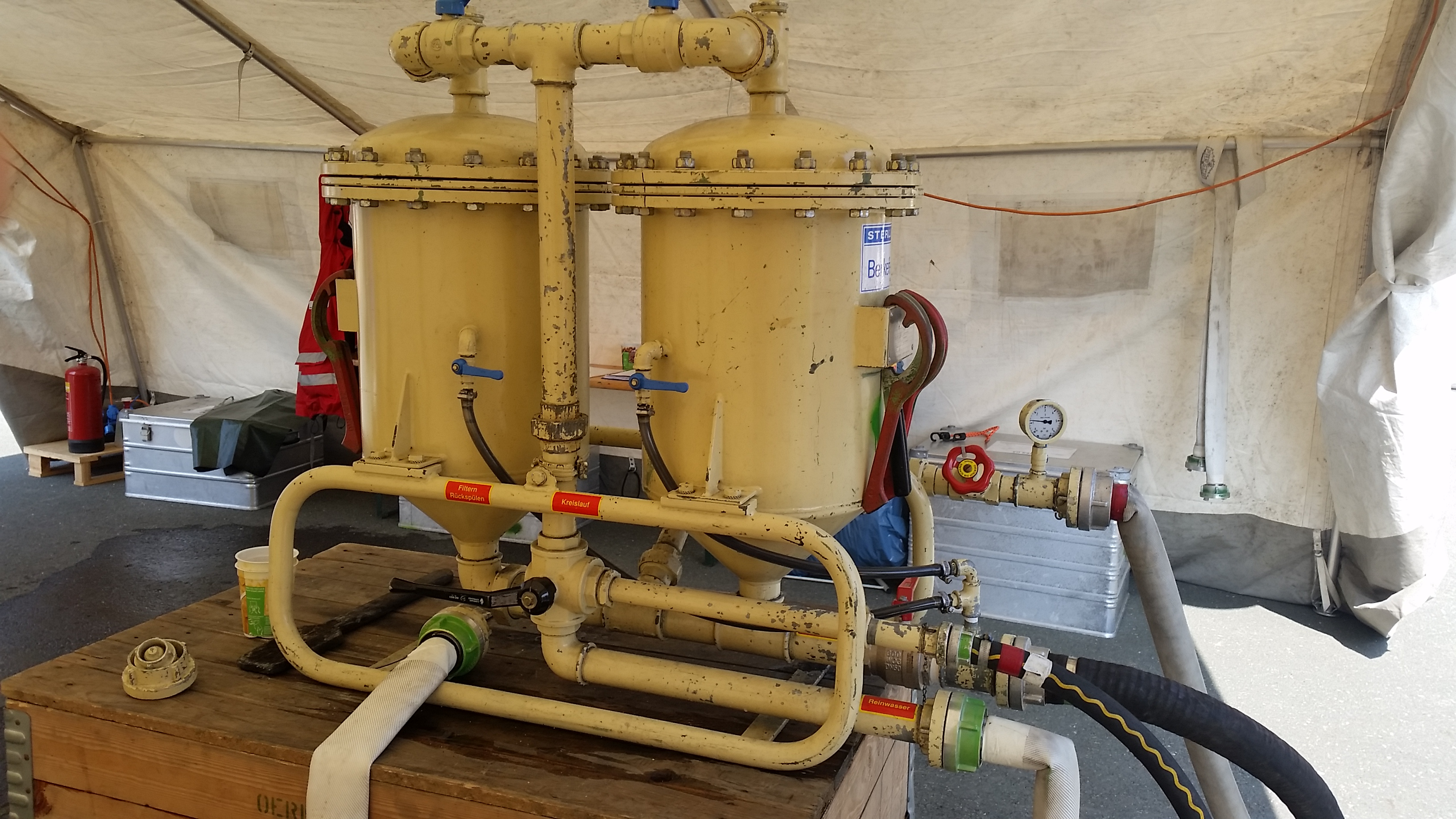
Berkefeldfilter med en kapacitet på 6m³/h.

Berkefeldfilter är ett vattenfilter kännetecknat av en hög halt kiselgur, varigenom porvolymen blir betydligt förstorad. I genomskärning syns strukturen mycket mer oregelbunden än hos porslinsfilter. Berkefeldfilter erbjuder mindre motstånd hos vätskan som skall passera än porslinsfilter.